# Boavista (Porto)

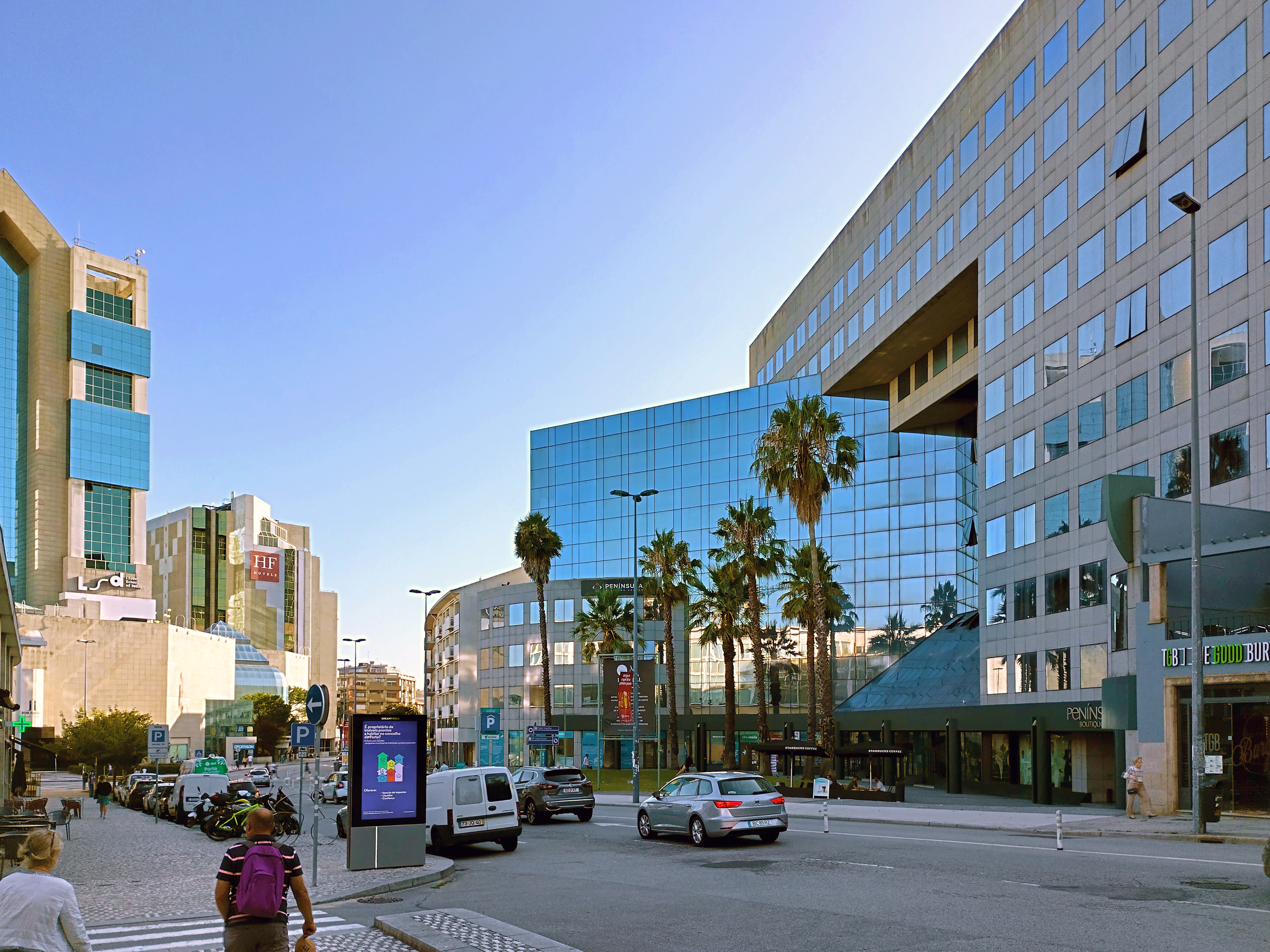
A Rua Gonçalo Sampaio, na zona da Boavista

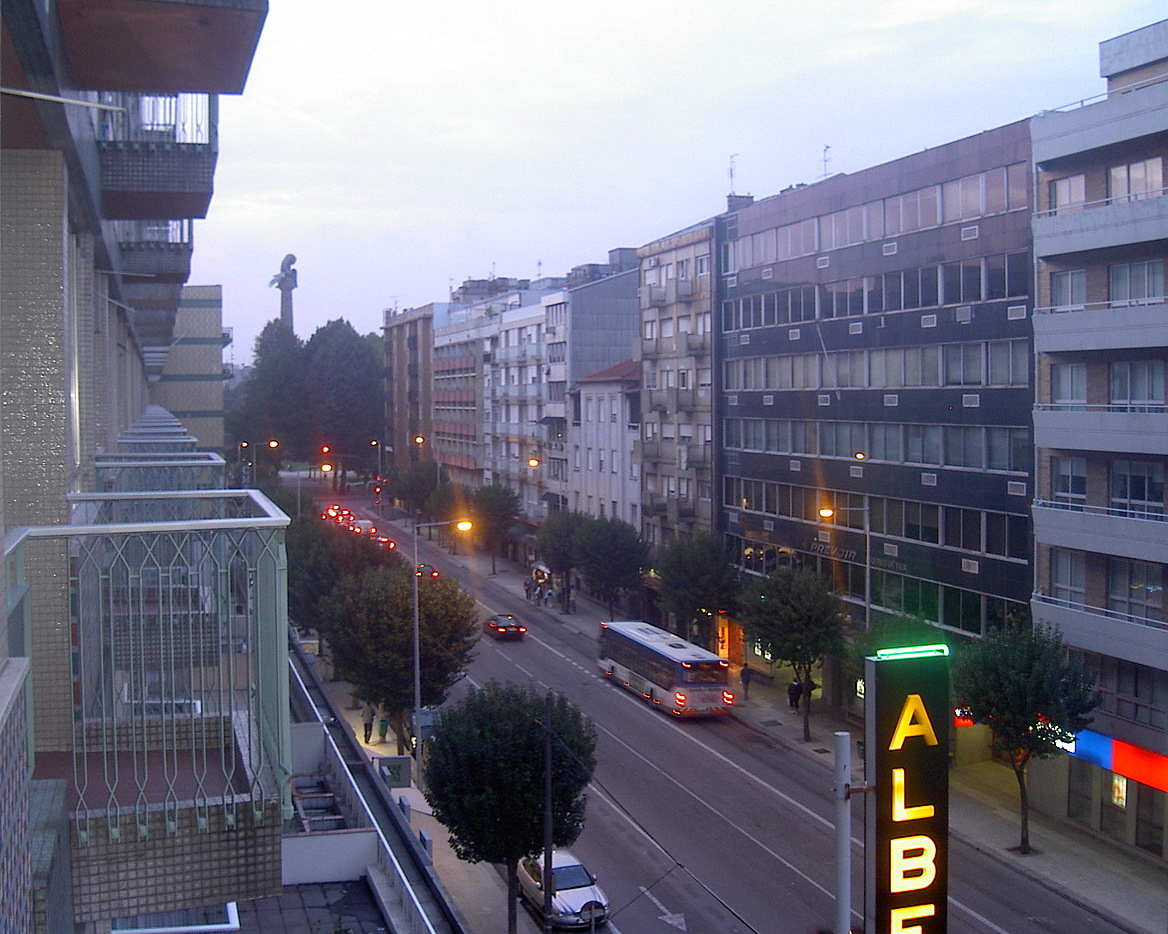
A Rua de Júlio Dinis, na zona da Boavista

A Boavista é uma designação genérica de uma parte da zona ocidental da cidade do Porto, em Portugal.
Não é uma freguesia, nem tem limites precisos. Genericamente entende-se como designando toda a envolvente do eixo de quase 6,8 km que corre da Praça da República (a leste) à Praça de Gonçalves Zarco (a oeste), junto ao Oceano Atlântico, constituído pela Rua da Boavista e pela Avenida da Boavista.
De forma mais expressiva a palavra Boavista aplica-se à zona em torno da Praça de Mouzinho de Albuquerque, popularmente conhecida, precisamente, por Rotunda da Boavista.
A equipa de futebol da cidade do Porto herdou esta designação—o Boavista Futebol Clube—que tem a sua sede no Estádio do Bessa, a poucas dezenas de metros da Avenida da Boavista.